# Comtat de Kent (Delaware)
El comtat de Kent és un comtat al centre de l'estat nord-americà de Delaware. Segons el cens del 2020 tenia 181.851 habitants, cosa que el converteix en el comtat menys poblat de Delaware. La seu del comtat és Dover, la capital de l'estat de Delaware. Porta el nom de Kent, un comtat anglès.
El comtat de Kent comprèn l'àrea metropolitana de Dover, que s'inclou a l'àrea estadística combinada Filadèlfia - Reading - Camden, PA - NJ -DE -MD .

## Història

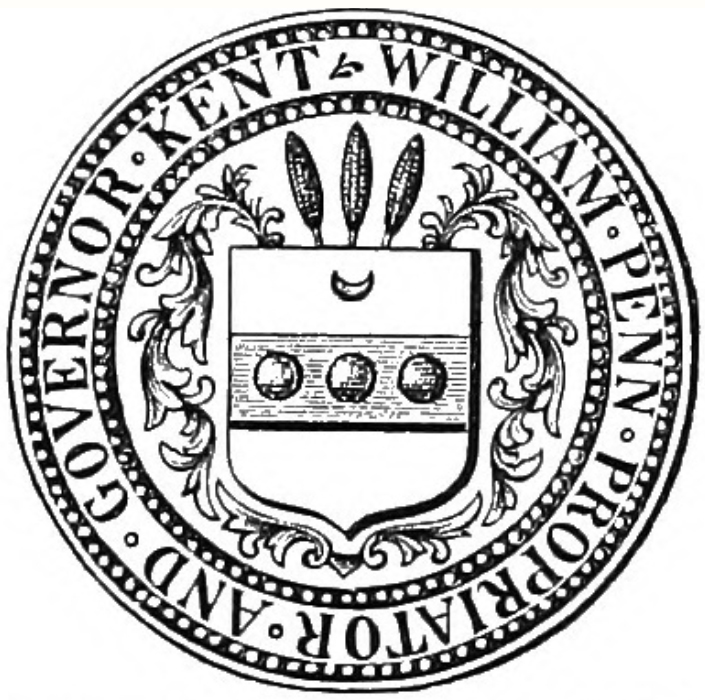
Segell del comtat de Kent (1683)

Cap a 1670 els anglesos van començar a establir-se a la vall del riu St. Jones, abans conegut com a Wolf Creek. El 21 de juny de 1680, el duc de York creà el comtat de St. Jones, escindit de parts dels comtats de New Amstel/New Castle i Hoarkill/Sussex. El comtat de St. Jones fou transferit a William Penn el 24 d'agost de 1682 i passant a formar part de la colònia de Delaware recentment constituïda per Penn. .

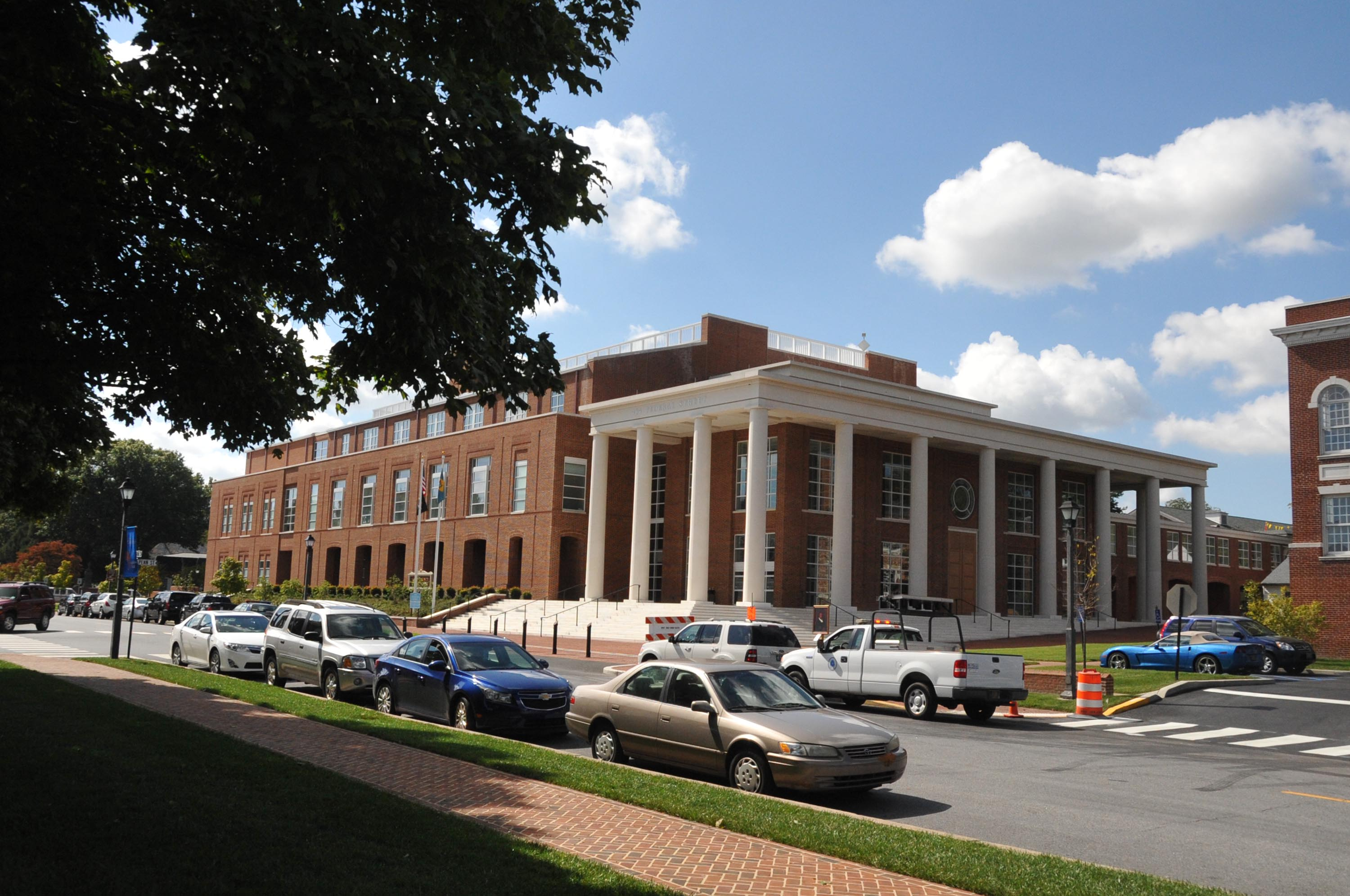
El nou jutjat

## Geografia
Segons l'Oficina del Cens el comtat té una superfície de 798 milles quadrades (2,070 km2), de les quals 586 milles quadrades (1,520 km2)  son terra ferma i 212 milles quadrades (550 km2) (26,6%) son cobertes per les aigües.
El comtat de Kent, com tots els comtats de Delaware, es subdivideix en hundreds. Hi ha diverses explicacions sobre com es va arribar als hundreds, ja fos una zona amb 100 famílies, una zona amb 100 persones o una zona que podria reunir 100 milicians. Inicialment el comtat de Kent es dividí en sis hundreds: Duck Creek, Little Creek, Dover, Murderkill, Milford i Mispillion. El 1867 la legislatura de Delaware dividí Murderkill Hundred en North Murderkill Hundred i South Murderkill Hundred. El 1869, la legislatura va formar Kenton Hundred a partir de parts de Little Creek i Duck Creek Hundred. Avui el comtat conté vuit hundreds.

### Comtats adjacents
- Comtat de New Castle - nord

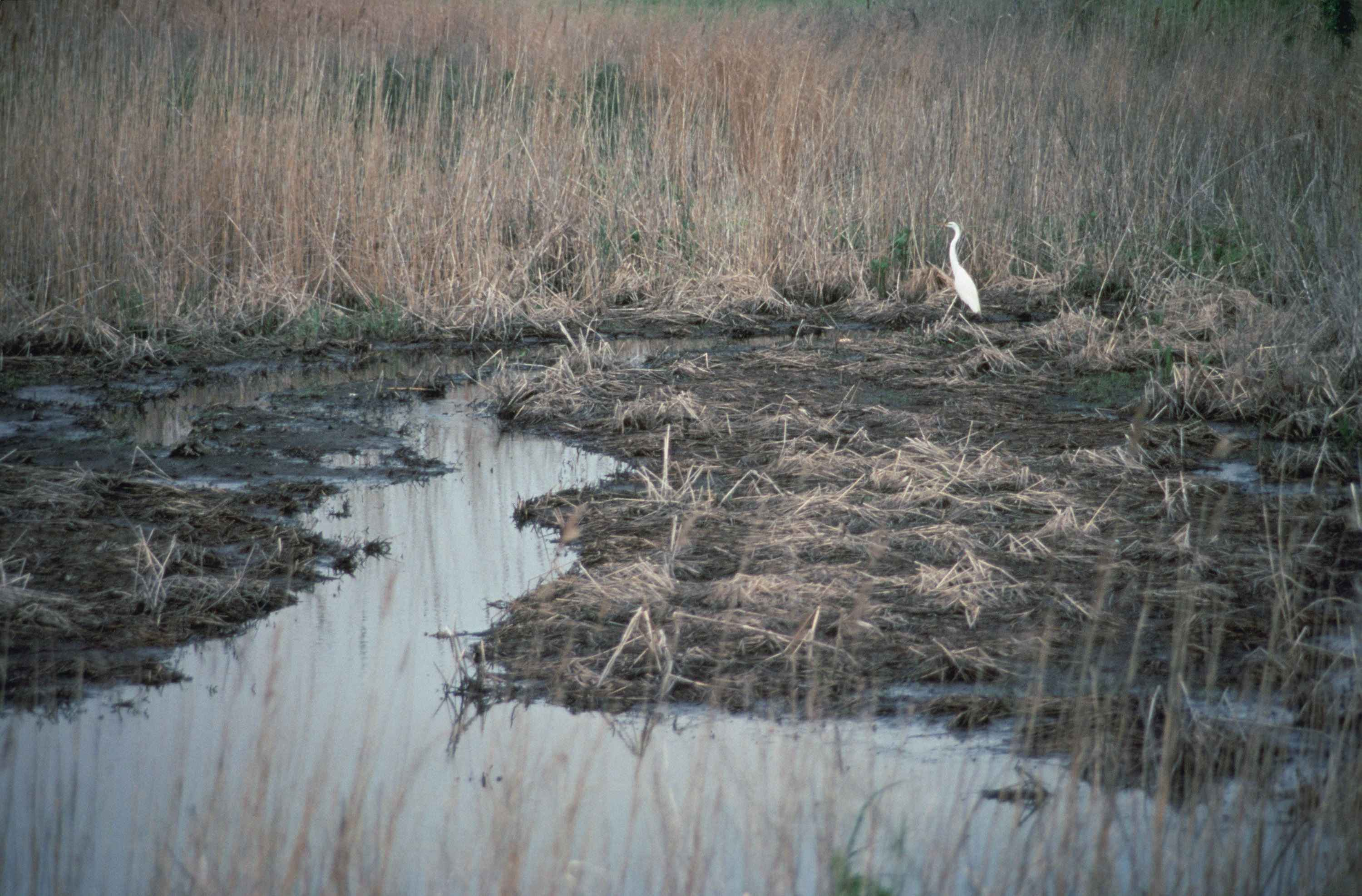
Refugi Nacional de Vida Silvestre Bombay Hook

- Comtat de Salem, Nova Jersey - nord-est
- Comtat de Cumberland, Nova Jersey - est
- Comtat de Cape May, Nova Jersey - est
- Comtat de Sussex - sud
- Comtat de Caroline, Maryland - sud-oest
- Comtat de Queen Anne, Maryland - oest
- Comtat de Kent, Maryland - nord-oest

## Entitats de població
Ciutats
- Dover
- Harrington

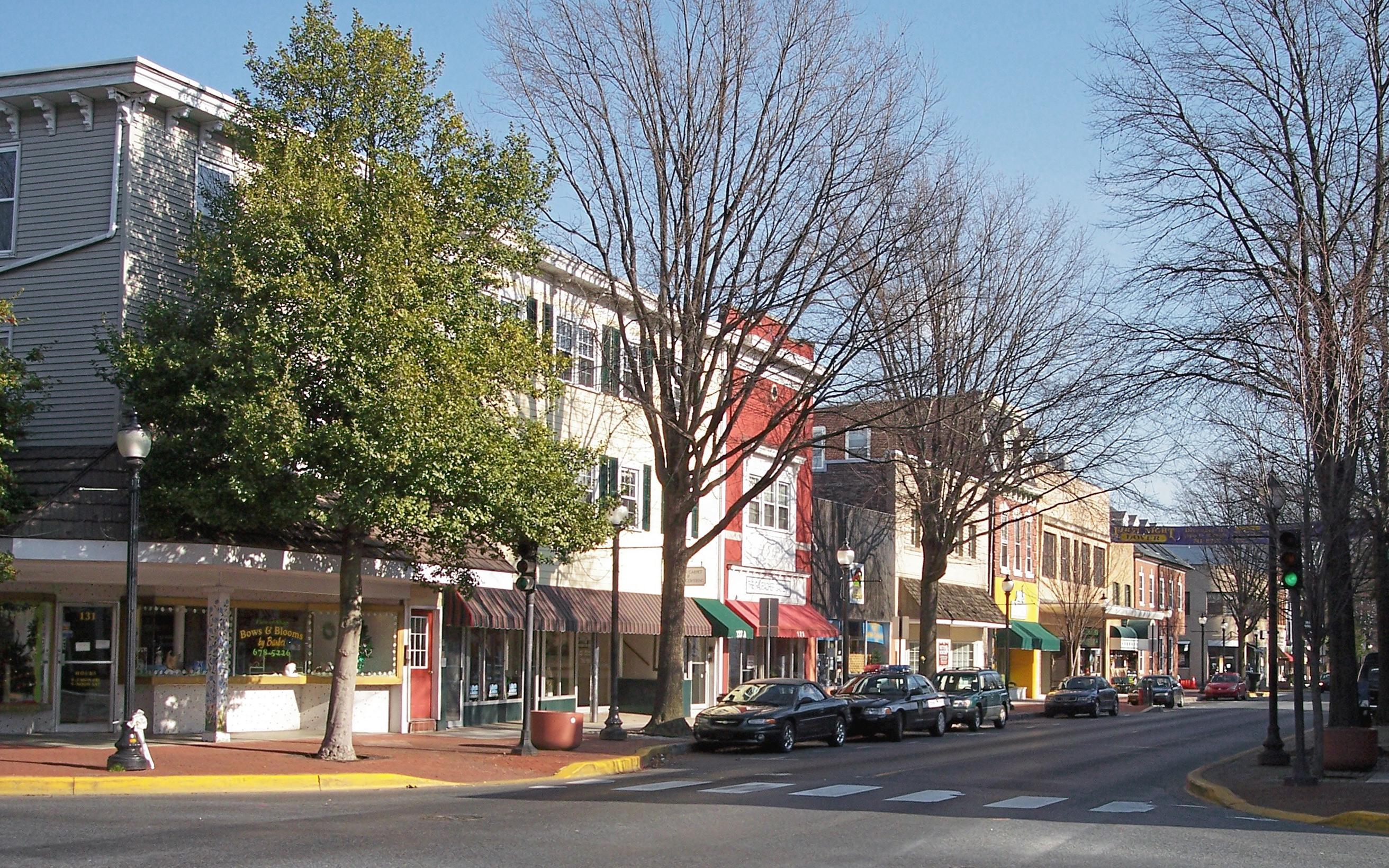
Dover

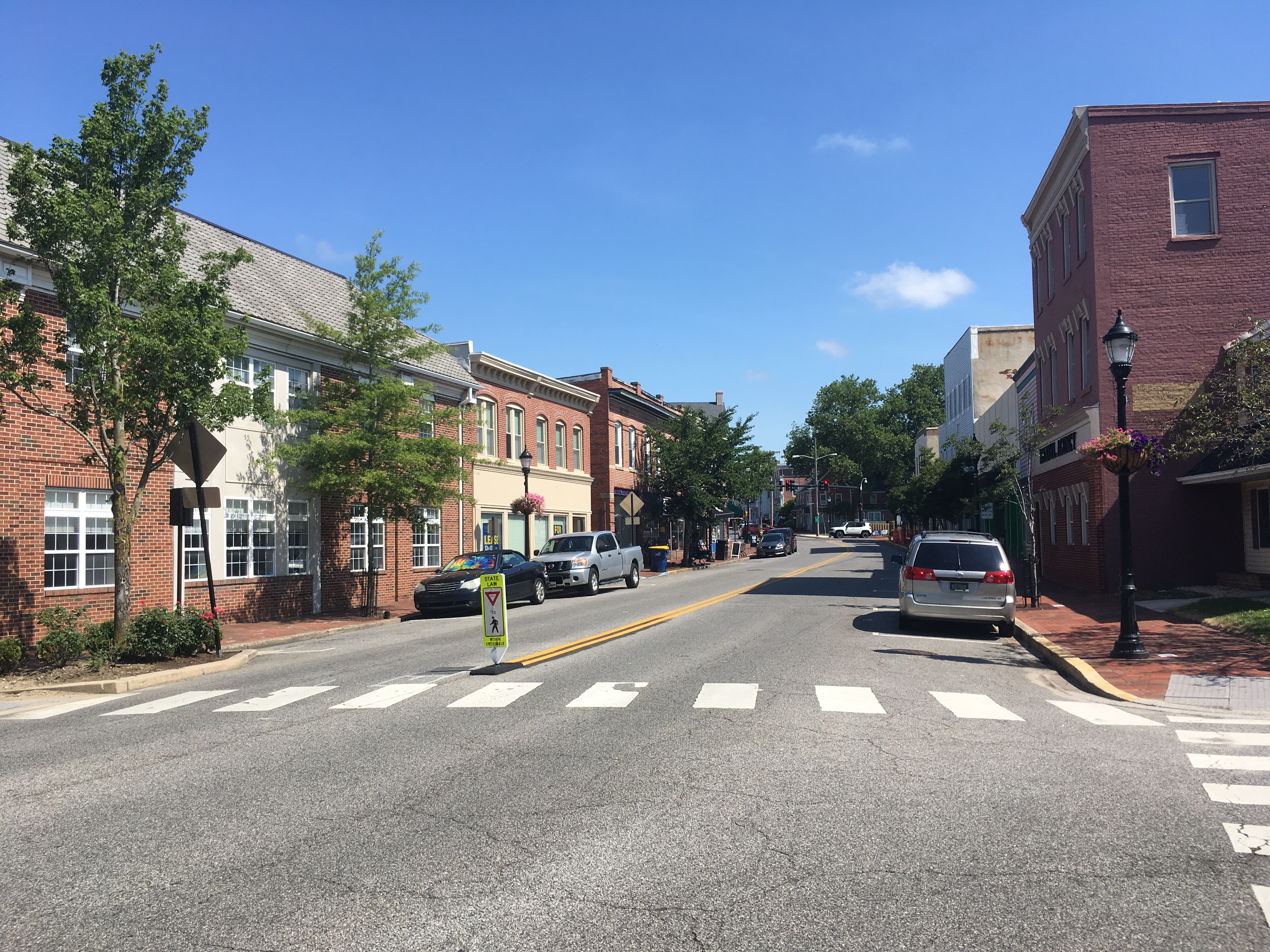
Milford

- Milford (en part al comtat de Sussex)

Towns
- Bowers
- Camden
- Cheswold

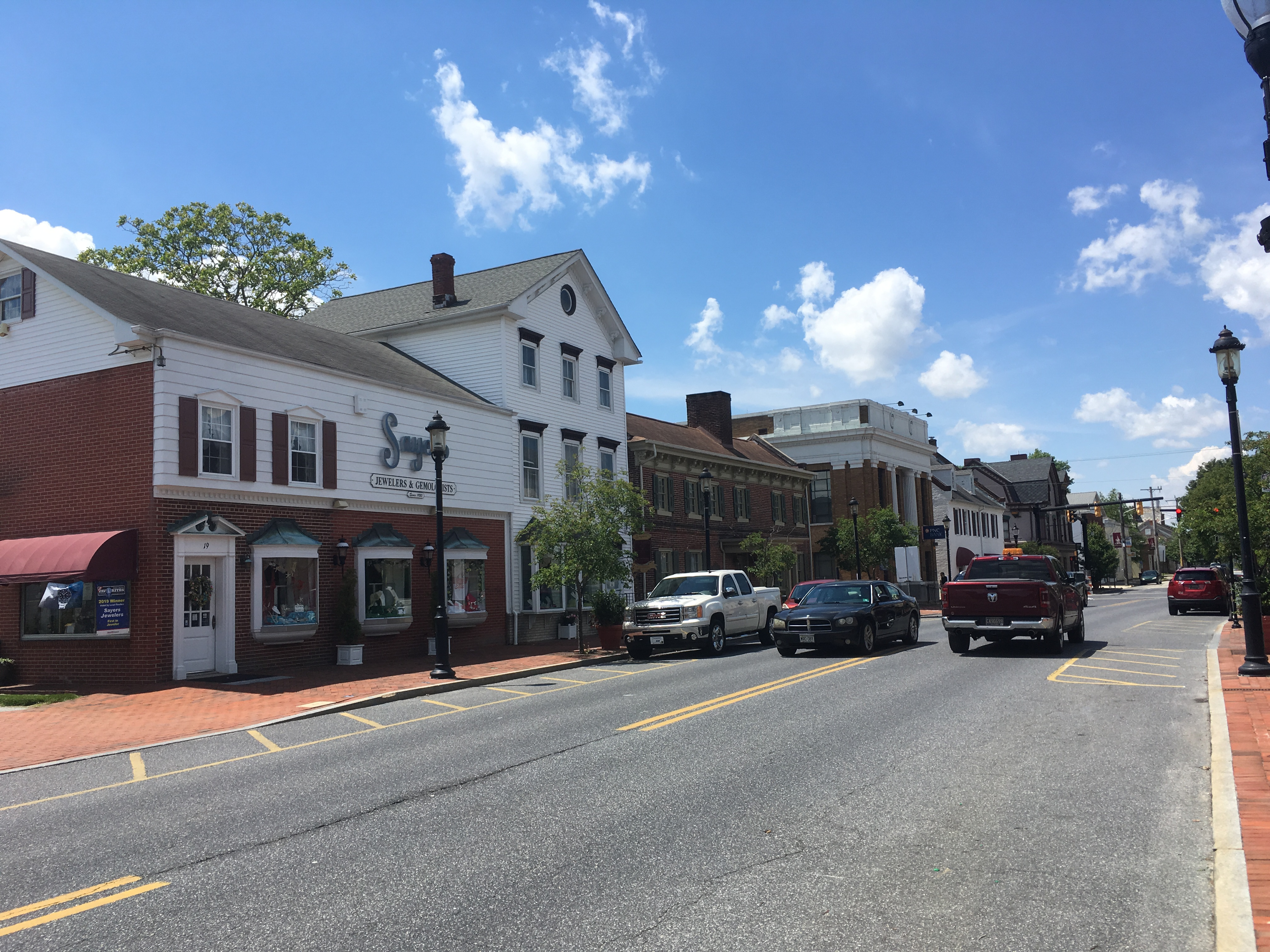
Smyrna

- Clayton (parcialment al comtat de New Castle)
- Farmington
- Felton
- Frederica
- Hartly
- Houston
- Kenton
- Leipsic
- Little Creek
- Magnolia
- Smyrna (parcialment al comtat de New Castle)
- Viola
- Woodside
- Wyoming

Llocs designats pel cens
- Dover Air Force Base
- Highland Acres
- Kent Acres
- Rising Sun-Lebanon
- Riverview
- Rodney Village
- Woodside East

Localitats no constituïdes
- Andrewville
- Berrytown
- Little Heaven
- Marydel

Pobles fantasmes
- Woodland Beach

### Clima
El comtat de Kent té un clima subtropical humit (Cfa) segons la classificació climàtica de Köppen. La classificació climàtica de Trewartha considera el clima oceànic (Do) perquè només set mesos de mitjana per sobre dels 50 °F (per sobre de 10 °C.) Tots els mesos de mitjana per sobre dels 0ºC i Dover té tres mesos de mitjana per sobre de 22 °C (72 °F) . La zona de resistència és 7b.

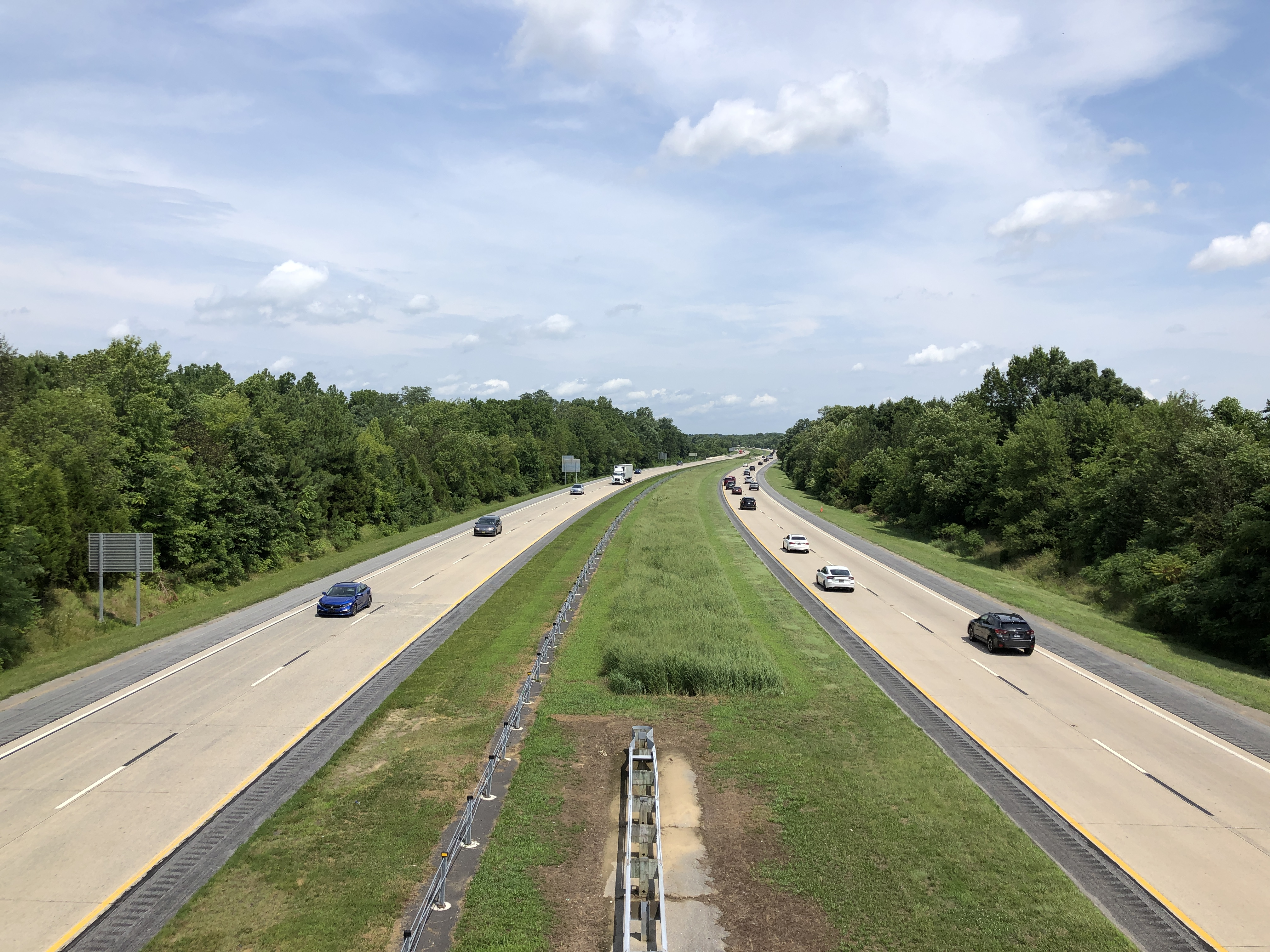
L'autopista DE 1 a Smyrna, al nord del comtat de Kent

Les següents carreteres estatals es troben al comtat de Kent: :
- US 13
- US 113
- DE 1
- DE 6
- DE 8
- DE 9
- DE 10
- DE 11
- DE 12
- DE 14
- DE 15
- DE 16
- DE 42
- DE 44
- DE 300

### Ferrocarrils
El Delmarva Central Railroad gestiona dues línies de mercaderies que travessen el comtat de Kent. La subdivisió de Delmarva va de nord a sud al llarg del corredor nord-americà 13 a través de Farmington, Harrington, Felton, Wyoming, Dover, Cheswold i Clayton i les branques de la subdivisió del riu Indian des de la subdivisió de Delmarva a Harrington i va cap a l'est fins a Houston i Milford pel corredor DE 14. No hi ha servei ferroviari de viatgers a la comarca.

### Transport públic
DART First State gestiona un servei d'autobusos al comtat de Kent. Hi ha diverses rutes d'autobusos locals que donen servei a la zona de Dover. A més, DART First State gestiona un servei entre comtats a Wilmington, Newark, Georgetown i Lewes, juntament amb un servei estacional a Lewes i Rehoboth Beach.

## Govern i política
El comtat de Kent està governat pel Kent County Levy Court, que consta de set membres, sis dels quals són elegits per districte i el setè que és elegit en general:
Políticament, el comtat de Kent és un comtat swing a les eleccions locals, estatals i federals. El comtat s'utilitza sovint en la política estatal per determinar la força d'un partit o candidat a les eleccions federals i sovint es considera un comtat destacat, que ha votat pel guanyador de les eleccions presidencials nacionals en 17 de les 19 últimes eleccions presidencials.
A les eleccions generals de 2016, el candidat presidencial republicà Donald Trump guanyà al comtat de Kent amb el 49,81% dels vots en comparació amb el 44,91% de la candidata demòcrata Hillary Clinton dels 74.260 vots efectuats. A les eleccions a governador de Delaware de 2016, el candidat demòcrata John Carney va guanyar el 49,68% dels vots en comparació amb el 48,05% del republicà Colin Bonini .
A les eleccions presidencials del 2020, Joe Biden, originari de Delaware, va obtenir el 51,19% dels vots en comparació amb el 47,12% de Trump, dels 87.025 vots emesos. Trump va perdre el comtat el 2024, convertint-lo en el primer republicà en 100 anys a guanyar la presidència sense haver guanyat aquest comtat.
| Registre de votants del comtat de Kent i afiliacions a partits a partir del 30 de març de 2020 | Registre de votants del comtat de Kent i afiliacions a partits a partir del 30 de març de 2020 | Registre de votants del comtat de Kent i afiliacions a partits a partir del 30 de març de 2020 | Registre de votants del comtat de Kent i afiliacions a partits a partir del 30 de març de 2020 | Registre de votants del comtat de Kent i afiliacions a partits a partir del 30 de març de 2020 | Registre de votants del comtat de Kent i afiliacions a partits a partir del 30 de març de 2020 |
| Partit Polític                                                                                 | Partit Polític                                                                                 | Total de votants                                                                               | Percentatge                                                                                    |                                                                                                |                                                                                                |
| ---------------------------------------------------------------------------------------------- | ---------------------------------------------------------------------------------------------- | ---------------------------------------------------------------------------------------------- | ---------------------------------------------------------------------------------------------- | ---------------------------------------------------------------------------------------------- | ---------------------------------------------------------------------------------------------- |
|                                                                                                | Demòcrata                                                                                      | 55.270                                                                                         | 43,34%                                                                                         |                                                                                                |                                                                                                |
|                                                                                                | Republicà                                                                                      | 38.073                                                                                         | 29,85%                                                                                         |                                                                                                |                                                                                                |
|                                                                                                | Cap partit                                                                                     | 31.763                                                                                         | 24,91%                                                                                         |                                                                                                |                                                                                                |
|                                                                                                | Tercers partits                                                                                | 2.411                                                                                          | 1,90%                                                                                          |                                                                                                |                                                                                                |
| Total                                                                                          | Total                                                                                          | 127.517                                                                                        | 100,00%                                                                                        |                                                                                                |                                                                                                |

## Demografia

### Cens del 2000
Segons el cens del 2000 al comtat hi havia 126.697 persones, 47.224 llars i 33.623 famílies que vivien al comtat, resultant unadensitat de 83 persones/km² (215 persones/per milla quadrada). Hi havia 50.481 habitatges amb una densitat mitjana de 33 habitatges/km2 (86 hab./milla quadrada). El perfil racial del comtat, d'acord als criteris de raça i etnicitat del cens dels EUA, era d'un 73,49% de blancs, un 20,66% de negres o afroamericans, 0,64% de nadius americans, un 1,69% d'asiàtics, 0,04% d'illencs del Pacífic, un 1,27% d'altres races i un 2,22% de dues o més races. El 3,21% de la població era hispana o llatina de qualsevol raça. El 13,3% eren d'ascendència alemanya, l'11,3% dels Estats Units o nord-americà, el 10,9% d'irlandesos, el 10,0% d'anglesos i el 5,4% d'italians. El 92,5% parlava anglès i el 3,3% espanyol com a primera llengua.
Dels 47.224 habitatges en un 35,50% hi vivien menors de 18 anys, en un 52,90% hi vivien parelles casades, en un 13,80% dones solteres i en un 28,80% no eren famílies. En el 23,00% dels habitatges hi vivien persones soles el 8,40% de les quals corresponien a persones de 65 o més anys. A cada habitatge hi vivien de mitjana 2,61 persones, ascendint a 3,06 persones pel que fa als habitatges ocupats per famílies.
La població es repartia en les següents classes etàries: el 27,30% tenia menys de 18 anys, un 10,10% entre 18 i 24, un 29,80% entre 25 i 44, un 21,20% entre 45 i 60 i un 11,70% 65 anys o més. La mitjana d'edat era de 34 anys. Per cada 100 dones hi havia 93,10 homes. Per cada 100 dones de 18 o més anys hi havia 89,60 homes.
La renda mediana de les llars era de 40.950 $ i la renda mediana de les famílies de 46.504 $. Els homes tenien una renda mediana de 32.660 $, mentre que la de les dones era de 24.706 $. La renda per capita del comtat era de 18.662 $. Un 8,10% de les famílies i el 10,70% de la població estaven per davall del llindar de pobresa, entre aquests el 14,80% dels menors de 18 anys i el 8,80% dels 65 o més.

### Cens del 2010
En el cens del 2010 al comtat hi havia 162.310 persones, 60.278 llars i 42.290 famílies, resultant una densitat de 276.9 habitants per milla quadrada (106.9/km2). Hi havia 65.338 habitatges amb una densitat mitjana de 111.5 per milles quadrades (43.1/km2). El perfil racial del comtat era d'un 67,8% de blanc, un 24,0% de negre o afroamericà, un 2,0% asiàtic, un 0,6% d'indis americans, 0,1% d'illencs del Pacífic, un 2,0% d'altres races i un 3,5% de dues o més races. Els d'origen hispà o llatí representaven el 5,8% de la població. Pel que fa a l'ascendència, el 17,5% eren alemanys, el 15,4% irlandesos, l'11,5% anglesos, el 7,2% italians i el 5,9% americans .
Dels 60.278 habitatges, en un 35,6% hi vivien menors de 18 anys, en un 50,1% hi vivien parelles casades, en un 14,9% dones solteres, en un 29,8% no eren famílies i en un 23,6% només hi vivia una persona. A cada habitatge hi vivien de mitjana 2,62 persones, ascendint a 3,09 persones en els habitatges ocupats per famílies. La mitjana d'edat era de 36,6 anys.
La renda mediana de les llars del comtat era de 53.183 $ i la renda mediana d'una família de 60.949 $. Els homes tenien una renda mediana de 43.418 $, mentre que la de les dones era de 35.603 $. La renda per capita del comtat era de 24.194 $. Un 9,3% de les famílies i el 12,5% de la població estaven per davall del llindar de pobresa, incloent el 21,0% dels menors de 18 anys i el 7,7% dels 65 o més.

### Cens 2020 i estimacions censals del 2021
Segons el cens del 2020 al comtat hi havia 181.851 persones; segons l'American Community Survey (enquesta de la comunitat americana) del 2021, el seu perfil racial era del 58,8% de blancs no hispans, 28,4% de negres o afroamericans, 0,8% de nadius americans, 2,4% d'asiàtics, 0,1% d'illencs del Pacífic, 4,1% de multirracials i 7,8% d'hispans o llatins de qualsevol raça.
El 2021 hi havia 66.720 llars amb una mitjana de 2,63 persones per llar. Entre la seva població, el 88,2% vivia a la mateixa residència fa un any. L'ingrés familiar mitjà del comtat era de 63.715 $; el comtat tenia una renda per càpita de 30.804 $. Es calcula que el 12,2% de la població vivia per sota del llindar de pobresa.

### Comunitat amish
Al comtat de Kent hi ha una notable comunitat amish que resideix a l'oest de Dover, que consta de 9 districtes de l'església i unes 1.650 persones. Els amish es van establir per primer cop al comtat de Kent el 1915 després de les migracions de Wisconsin, Montana, Alabama i Ohio. La zona acull diverses empreses amish que venen articles com ara menjar, mobles, edredons i artesania amish. Cada setembre, a la zona té lloc l'Amish Country Bike Tour, un dels esdeveniments ciclistes més grans de Delaware. En els darrers anys, l'augment del desenvolupament ha provocat una disminució del nombre d'amish que viuen a la comunitat.

## Educació
Els districtes escolars del comtat son:
- Caesar Rodney School District
- Capital School District
- Lake Forest School District
- Milford School District
- Smyrna School District
- Woodbridge School District

L'any 2010 el 14,8% dels estudiants del comtat matriculats a escoles K-12 eren en institucions privades.
En el període de segregació educativa de jure als Estats Units, els estudiants de K-12 d'ascendència africana negra van assistir a escoles segregades . William WM Henry Comprehensive High School District 133 va allotjar estudiants de secundària d'ascendència africana negra durant el període 1952-1966. La desegregació es va produir després de 1966.
Pel que fa a l'educació superior hi ha la seu de la Universitat Estatal de Delaware (DSU). Wesley College es va fusionar amb DSU el 2021.